# بی‌بی گل
بی بی گل نام یک آلبوم موسیقی اثر معین، هنرمند ایرانی است که در سبک  پاپ و سنتی تهیه شده و دارای ۸ آهنگ است.

## فهرست آهنگ‌ها
| آلبوم بی بی گل، شرکت ترانه، ۱۳۶۷ |                |                |                |  |
| آهنگ                             | ترانه سرا      | آهنگساز        | تنظیم          |  |
| بی بی گل ۱                       | مسعود امینی    | محمد حیدری     | بیژن مرتضوی    |  |
| عشق ِ من                          | اردلان سرفراز  | فرید زُلاند     | آندرانیک       |  |
| ای آنکه                          | اردلان سرفراز  | فرید زُلاند     | منوچهر چشم آذر |  |
| دلبَرم دلبَر                       | عَمید           | آهنگ محلی      | کاظم عالمی     |  |
| خونه                             | جهانبخش پازوکی | جهانبخش پازوکی | بیژن مرتضوی    |  |
| بی بی گل ۲                       | هدیه           | منوچهر چشم آذر | منوچهر چشم آذر |  |
| کرشمه                            | شوریده شیرازی  | علی‌اکبر شیدا   | کاظم عالمی     |  |
| کرشمه (موسیقی)                   |                | علی‌اکبر شیدا   | کاظم عالمی     |  |